# Клара Мільх
Клара Мільх (нім. Klara Milch, 24 травня 1891 — 13 липня 1970) — австрійська плавчиня.
Бронзова медалістка Олімпійських Ігор 1912 року.